# Телеорману
Телеорману (рум. Teleormanu) — село у повіті Телеорман в Румунії. Входить до складу комуни Мирзенешть.
Село розташоване на відстані 73 км на південний захід від Бухареста, 9 км на схід від Александрії, 137 км на схід від Крайови.

## Населення
За даними перепису населення 2002 року у селі проживали 1147 осіб.
Національний склад населення села:
| Національність | Кількість осіб | Відсоток |
| -------------- | -------------- | -------- |
| румуни         | 1116           | 97,3%    |
| цигани         | 30             | 2,6%     |

Рідною мовою назвали:
| Мова      | Кількість осіб | Відсоток |
| --------- | -------------- | -------- |
| румунська | 1139           | 99,3%    |
| циганська | 8              | 0,7%     |